# 関口夫人
関口夫人（せきぐちふじん、生年不詳 - 1562年？）は、戦国時代の女性。関口親永（氏純）の正室で、今川義元の妹（または養妹）とされるが、事実ではないとする否定説もある（後述）。築山殿の母。実名は不詳。

## 略歴
一般的には義元の妹として知られるが『井伊年譜』『系図纂要』『井家粗覧』などによると井伊氏が今川氏へ人質として送ったところ、義元に惚れられ妾となり、義元は彼女を養妹とした後に家臣の関口親永に嫁がせたとされる。
また、今川義元の姉である瑞渓院（北条氏康の正室）の伝記を執筆した黒田基樹は、義元や瑞渓院の兄弟の出生順位を整理した結果、関口氏純（親永）の妻が義元の姉妹であることは考えにくく、氏純の実兄である瀬名氏俊が義元の姉を妻にしたのと混同したものであると結論付けている。更に黒田は別の論文で今川氏の御一家衆である関口氏の系譜を研究し、関口氏純（親永）は関口氏兼の子・刑部少輔（幼名は慶王であったことは知られているが、元服後の実名は不明）の養子として関口氏を継いだ経緯を明らかにし、その養子縁組が婿養子である可能性を指摘している。黒田説が正しければ、関口夫人の父は関口刑部少輔ということになる。なお、関口氏兼の妻は瀬名一秀（氏純の父方祖父）・堀越貞基（氏純の母方祖父）と兄弟関係にあったとされているため、この推測が正しければ、氏純と夫人ははとこ同士であったことになる。
彼女と思われる女性については、天文11年（1542年）9月以前に浅間神社に父から譲り受けた土地を寄進した「関口刑部娘」や天文13年（1544年）8月に存在が確認される「関口御新造」が該当するとみられる。
永禄5年（1562年）、駿府の屋敷にて切腹を命じられた夫と共に自害した。ただし、親永（氏純）が永禄9年（1566年）までは健在であったことを示す史料も存在していることから切腹は事実ではないと考えられるようになっており、彼女も健在であった可能性が高い。

## 関連作品
テレビドラマ
- おんな城主 直虎（2017年、NHK大河ドラマ）- 演：花總まり、役名：佐名
- どうする家康（2023年、NHK大河ドラマ）- 演：真矢ミキ、役名：巴